# Bright Osayi-Samuel
Bright Osayi-Samuel (Okija, 31 dicembre 1997) è un calciatore nigeriano, centrocampista del Birmingham City e della nazionale nigeriana.

## Carriera

### Club
Nato in Nigeria ed emigrato con la famiglia prima in Spagna e poi in Inghilterra quando aveva 10 anni, ha esordito con la prima squadra del Blackpool il 7 marzo 2015, nella partita di Championship persa per 0-1 contro lo Sheffield Wednesday. Il 31 agosto 2017 viene acquistato dal QPR, con cui firma un triennale.

### Nazionale
Il 17 novembre 2022 esordisce con la Nigeria nell'amichevole persa 4-0 contro il Portogallo.

## Statistiche

### Presenze e reti nei club
Statistiche aggiornate al 10 novembre 2024.
| Stagione          | Squadra           | Campionato        | Campionato | Campionato | Coppe nazionali | Coppe nazionali | Coppe nazionali | Coppe continentali | Coppe continentali | Coppe continentali | Altre coppe | Altre coppe | Altre coppe | Totale | Totale | Totale |
| Stagione          | Squadra           | Comp              | Pres       | Reti       | Comp            | Pres            | Reti            | Comp               | Pres               | Reti               | Comp        | Pres        | Reti        | Pres   | Reti   |        |
| ----------------- | ----------------- | ----------------- | ---------- | ---------- | --------------- | --------------- | --------------- | ------------------ | ------------------ | ------------------ | ----------- | ----------- | ----------- | ------ | ------ | ------ |
| 2014-2015         | Blackpool         | FLC               | 6          | 0          | FACup+CdL       | 0               | 0               | -                  | -                  | -                  | -           | -           | -           | 6      | 0      |        |
| 2015-2016         | Blackpool         | FL1               | 23         | 0          | FACup+CdL       | 0+1             | 0               | -                  | -                  | -                  | FLT         | 2           | 0           | 26     | 0      |        |
| 2016-2017         | Blackpool         | FL2               | 31+2       | 4          | FACup+CdL       | 4+1             | 1+0             | -                  | -                  | -                  | FLT         | 4           | 0           | 42     | 5      |        |
| ago. 2017         | Blackpool         | FL1               | 4          | 0          | FACup+CdL       | 0+1             | 0               | -                  | -                  | -                  | FLT         | 0           | 0           | 5      | 0      |        |
| Totale Blackpool  | Totale Blackpool  | Totale Blackpool  | 64+2       | 4          |                 | 7               | 1               |                    | -                  | -                  |             | 6           | 0           | 79     | 5      |        |
| ago. 2017-2018    | QPR               | FLC               | 18         | 1          | FACup+CdL       | 0+1             | 0               | -                  | -                  | -                  | -           | -           | -           | 19     | 1      |        |
| 2018-2019         | QPR               | FLC               | 27         | 2          | FACup+CdL       | 4+3             | 0+1             | -                  | -                  | -                  | -           | -           | -           | 34     | 3      |        |
| 2019-2020         | QPR               | FLC               | 37         | 5          | FACup+CdL       | 2+1             | 1+0             | -                  | -                  | -                  | -           | -           | -           | 40     | 6      |        |
| 2020-gen. 2021    | QPR               | FLC               | 21         | 3          | FACup+CdL       | 1+1             | 0               | -                  | -                  | -                  | -           | -           | -           | 23     | 3      |        |
| Totale QPR        | Totale QPR        | Totale QPR        | 103        | 11         |                 | 12              | 2               |                    | -                  | -                  |             | -           | -           | 115    | 13     |        |
| gen.-giu. 2021    | Fenerbahçe        | SL                | 18         | 1          | TK              | 1               | 0               | -                  | -                  | -                  | -           | -           | -           | 19     | 1      |        |
| 2021-2022         | Fenerbahçe        | SL                | 31         | 1          | TK              | 2               | 1               | UEL+UECL           | 8+2                | 0                  | -           | -           | -           | 43     | 2      |        |
| 2022-2023         | Fenerbahçe        | SL                | 23         | 0          | TK              | 4               | 0               | UCL+UEL            | 2+9                | 0                  | -           | -           | -           | 38     | 0      |        |
| 2023-2024         | Fenerbahçe        | SL                | 23         | 4          | TK              | 1               | 0               | UECL               | 15                 | 0                  | ST          | 0           | 0           | 39     | 4      |        |
| 2024-2025         | Fenerbahçe        | SL                | 5          | 0          | TK              | 0               | 0               | UCL+UEL            | 3+3                | 0                  | -           | -           | -           | 11     | 0      |        |
| Totale Fenerbahçe | Totale Fenerbahçe | Totale Fenerbahçe | 100        | 6          |                 | 8               | 1               |                    | 42                 | 0                  |             | 0           | 0           | 150    | 7      |        |
| Totale carriera   | Totale carriera   | Totale carriera   | 269        | 21         |                 | 27              | 4               |                    | 42                 | 0                  |             | 6           | 0           | 344    | 25     |        |

### Cronologia presenze e reti in nazionale
| Cronologia completa delle presenze e delle reti in nazionale ― Nigeria | Cronologia completa delle presenze e delle reti in nazionale ― Nigeria | Cronologia completa delle presenze e delle reti in nazionale ― Nigeria | Cronologia completa delle presenze e delle reti in nazionale ― Nigeria | Cronologia completa delle presenze e delle reti in nazionale ― Nigeria | Cronologia completa delle presenze e delle reti in nazionale ― Nigeria | Cronologia completa delle presenze e delle reti in nazionale ― Nigeria | Cronologia completa delle presenze e delle reti in nazionale ― Nigeria |
| Data                                                                   | Città                                                                  | In casa                                                                | Risultato                                                              | Ospiti                                                                 | Competizione                                                           | Reti                                                                   | Note                                                                   |
| ---------------------------------------------------------------------- | ---------------------------------------------------------------------- | ---------------------------------------------------------------------- | ---------------------------------------------------------------------- | ---------------------------------------------------------------------- | ---------------------------------------------------------------------- | ---------------------------------------------------------------------- | ---------------------------------------------------------------------- |
| 17-11-2022                                                             | Lisbona                                                                | Portogallo                                                             | 4 – 0                                                                  | Nigeria                                                                | Amichevole                                                             | -                                                                      |                                                                        |
| 24-3-2023                                                              | Abuja                                                                  | Nigeria                                                                | 0 – 1                                                                  | Guinea-Bissau                                                          | Qual. Coppa d'Africa 2023                                              | -                                                                      |                                                                        |
| 27-3-2023                                                              | Bissau                                                                 | Guinea-Bissau                                                          | 0 – 1                                                                  | Nigeria                                                                | Qual. Coppa d'Africa 2023                                              | -                                                                      |                                                                        |
| 18-6-2023                                                              | Monrovia                                                               | Sierra Leone                                                           | 2 – 3                                                                  | Nigeria                                                                | Qual. Coppa d'Africa 2023                                              | -                                                                      | 71’                                                                    |
| 13-10-2023                                                             | Portimão                                                               | Arabia Saudita                                                         | 2 – 2                                                                  | Nigeria                                                                | Amichevole                                                             | -                                                                      | 65’                                                                    |
| 16-10-2023                                                             | Albufeira                                                              | Mozambico                                                              | 2 – 3                                                                  | Nigeria                                                                | Amichevole                                                             | -                                                                      | 89’                                                                    |
| 16-11-2023                                                             | Uyo                                                                    | Nigeria                                                                | 1 – 1                                                                  | Lesotho                                                                | Qual. Mondiali 2026                                                    | -                                                                      | 84’                                                                    |
| 19-11-2023                                                             | Butare                                                                 | Zimbabwe                                                               | 1 – 1                                                                  | Nigeria                                                                | Qual. Mondiali 2026                                                    | -                                                                      | 46’                                                                    |
| 8-1-2024                                                               | Abu Dhabi                                                              | Nigeria                                                                | 0 – 2                                                                  | Guinea                                                                 | Amichevole                                                             | -                                                                      |                                                                        |
| 14-1-2024                                                              | Abidjan                                                                | Nigeria                                                                | 1 – 1                                                                  | Guinea Equatoriale                                                     | Coppa d'Africa 2023 - 1º turno                                         | -                                                                      | 83’                                                                    |
| 18-1-2024                                                              | Abidjan                                                                | Costa d'Avorio                                                         | 0 – 1                                                                  | Nigeria                                                                | Coppa d'Africa 2023 - 1º turno                                         | -                                                                      | 79’                                                                    |
| 22-1-2024                                                              | Abidjan                                                                | Guinea-Bissau                                                          | 0 – 1                                                                  | Nigeria                                                                | Coppa d'Africa 2023 - 1º turno                                         | -                                                                      | 80’                                                                    |
| 27-1-2024                                                              | Abidjan                                                                | Nigeria                                                                | 2 – 0                                                                  | Camerun                                                                | Coppa d'Africa 2023 - Ottavi di finale                                 | -                                                                      | 90+9’                                                                  |
| 7-2-2024                                                               | Bouaké                                                                 | Nigeria                                                                | 1 – 1 dts (4 – 2 dtr)                                                  | Sudafrica                                                              | Coppa d'Africa 2023 - Semifinale                                       | -                                                                      | 120+2’                                                                 |
| 22-3-2024                                                              | Marrakech                                                              | Ghana                                                                  | 1 – 2                                                                  | Nigeria                                                                | Amichevole                                                             | -                                                                      |                                                                        |
| 26-3-2024                                                              | Marrakech                                                              | Mali                                                                   | 2 – 0                                                                  | Nigeria                                                                | Amichevole                                                             | -                                                                      |                                                                        |
| 7-6-2024                                                               | Uyo                                                                    | Nigeria                                                                | 1 – 1                                                                  | Sudafrica                                                              | Qual. Mondiali 2026                                                    | -                                                                      | 15’                                                                    |
| 10-6-2024                                                              | Abidjan                                                                | Benin                                                                  | 2 – 1                                                                  | Nigeria                                                                | Qual. Mondiali 2026                                                    | -                                                                      | 60’                                                                    |
| 14-11-2024                                                             | Abidjan                                                                | Benin                                                                  | 1 – 1                                                                  | Nigeria                                                                | Qual. Coppa d'Africa 2025                                              | -                                                                      | 82’                                                                    |
| 18-11-2024                                                             | Uyo                                                                    | Nigeria                                                                | 1 – 2                                                                  | Ruanda                                                                 | Qual. Coppa d'Africa 2025                                              | -                                                                      |                                                                        |
| 21-3-2025                                                              | Kigali                                                                 | Ruanda                                                                 | 0 – 2                                                                  | Nigeria                                                                | Qual. Mondiali 2026                                                    | -                                                                      | 77’                                                                    |
| 25-3-2025                                                              | Uyo                                                                    | Nigeria                                                                | 1 – 1                                                                  | Zimbabwe                                                               | Qual. Mondiali 2026                                                    | -                                                                      |                                                                        |
| 6-6-2025                                                               | Mosca                                                                  | Russia                                                                 | 1 – 1                                                                  | Nigeria                                                                | Amichevole                                                             | -                                                                      |                                                                        |
| Totale                                                                 |                                                                        | Presenze                                                               | 23                                                                     |                                                                        | Reti                                                                   | 0                                                                      |                                                                        |

## Palmarès

### Club

#### Competizioni nazionali
- Coppa di Turchia: 1

Fenerbahçe: 2022-2023